# Carlo Lizzani
Carlo Lizzani (Roma, 3 aprile 1922 – Roma, 5 ottobre 2013) è stato un regista, sceneggiatore, storico del cinema, critico cinematografico e produttore cinematografico italiano.

## Biografia
Dopo aver partecipato in qualità di partigiano alla Resistenza romana con Carla Capponi, Ezio Malatesta e Filiberto Sbardella, aderì con il cugino Cesare Gatti al Partito Comunista Italiano. Critico e saggista (autore fra l'altro di una Storia del cinema italiano, 1953, 1961 e 1979), sceneggiatore di Aldo Vergano, Giuseppe De Santis, Roberto Rossellini e Alberto Lattuada nel periodo neorealista, esordì col documentario Nel Mezzogiorno qualcosa è cambiato (1950) e col film Achtung! Banditi! (1951).
Tra i film da lui diretti vanno ricordati: Cronache di poveri amanti (1954), Il processo di Verona (1963), Banditi a Milano (1968), L'amante di Gramigna (1968), Crazy Joe (1974), Mussolini ultimo atto (1974), Storie di vita e malavita (1975), Fontamara (1980), La casa del tappeto giallo (1983), Mamma Ebe (1985), Caro Gorbaciov (1988), Cattiva (1991), Celluloide (1995) e Hotel Meina (2007), oltre agli sceneggiati televisivi Nucleo Zero (1984), Un'isola (1986) e La trappola (1989). Dal 1979 al 1982 diresse la Mostra internazionale d'arte cinematografica di Venezia, dove nel 1980 ripristinò l'assegnazione dei premi assenti dall'edizione del 1968.
Nel 1998 pubblicò la raccolta di suoi scritti di vario genere Attraverso il Novecento, in cui trovano posto anche aneddoti sul mondo del cinema neorealista italiano, e nel 2007 la sua autobiografia Il mio lungo viaggio nel secolo breve. Fu inoltre tutore del corso di regia di Act Multimedia, Accademia del cinema e della televisione di Cinecittà. Il 28 marzo 2000 l'Università di Torino gli conferisce la laurea honoris causa in scienze della comunicazione. Una seconda laurea honoris causa, in comunicazione e produzione culturale, gli sarà poi conferita dall'Università LUMSA il 27 maggio 2009.
Lizzani aveva inoltre sviluppato vari progetti mai portati a termine, fra cui La passione di Angela, storia di una San Francesco donna la cui produzione era stata annunciata nel 2004 e prevedeva nel cast Donatella Finocchiaro e Raoul Bova; una commedia intitolata La parola ai giurati e una fiction televisiva basata su Le confessioni d'un italiano di Ippolito Nievo. Dal 1949 era sposato con la pittrice Edith Bieber, conosciuta a Berlino durante la realizzazione del film di Roberto Rossellini Germania anno zero.
Il 5 ottobre 2013 Carlo Lizzani si tolse la vita, gettandosi dal balcone del suo appartamento in via dei Gracchi a Roma, mentre preparava il film L'orecchio del potere, un altro progetto coltivato fin dalla fine degli anni novanta col titolo Operazione Appia Antica. Il 10 ottobre il suo feretro fu portato nella sala della Protomoteca al Palazzo Senatorio del Campidoglio allestita a camera ardente e, il giorno successivo, si sono svolti i funerali in forma civile. La salma fu poi trasferita al cimitero Flaminio per la cremazione. Riposa al cimitero del Verano nella tomba di famiglia. Nel 2014 la famiglia ha istituito in suo ricordo il premio Lizzani, entrato tra quelli collaterali della Mostra del Cinema di Venezia e destinato all'esercente italiano che più ha dato spazio al cinema di qualità.

## Filmografia

Carlo Lizzani (con gli occhiali) dirige una scena di Lo svitato all'Arena Civica di Milano. Sulla destra Dario Fo (1955).

### Regista

#### Cinema
- Achtung! Banditi! (1951)
- Ai margini della metropoli (1953)
- Cronache di poveri amanti (1954)
- Lo svitato (1956)
- Esterina (1959)
- Il gobbo (1960)
- Il carabiniere a cavallo (1961)
- L'oro di Roma (1961)
- Il processo di Verona (1963)
- La vita agra (1964)
- Amori pericolosi, episodio La ronda (1964)
- La Celestina P... R... (1965)
- La guerra segreta (1965)
- Thrilling, episodio L'autostrada del sole (1965)
- Svegliati e uccidi (1966)
- Un fiume di dollari (1966)
- Requiescant (1967)
- Banditi a Milano (1968)
- L'amante di Gramigna (1968)
- Amore e rabbia, episodio L'indifferenza (1969)
- Barbagia (La società del malessere) (1969)
- Roma bene (1971)
- Torino nera (1972)
- Crazy Joe (1974)
- Mussolini ultimo atto (1974)
- Storie di vita e malavita (1975)
- San Babila ore 20: un delitto inutile (1976)
- Kleinhoff Hotel (1977)
- Fontamara (1980)
- La casa del tappeto giallo (1983)
- Mamma Ebe (1985)
- Caro Gorbaciov (1988)
- Cattiva (1991)
- Celluloide (1996)
- Hotel Meina (2007)
- All Human Rights for All, episodio Art. 1 (2008)
- Scossa, episodio Speranza (2011)

#### Televisione
- Facce dell'Asia che cambia – serie TV documentaristica (1973)
- Africa nera Africa rossa – miniserie TV documentaristica (1978)
- Venezia, episodio di Capitali culturali d'Europa – serie TV documentaristica (1983)
- Dieci registi italiani, dieci racconti italiani – serie TV, episodio Inverno di malato (1983)
- C'era una volta un re e il suo popolo – film TV (1983)
- Nucleo zero – film TV (1984)
- Un'isola – miniserie TV, 2 episodi (1986)
- Assicurazione sulla morte – film TV (1987)
- Série noire – serie TV, episodio Cause à l'autre (1988)
- Quattro storie di donne – miniserie TV, episodio Emma (1989)
- La trappola – film TV (1989)
- Il caso Dozier – film TV (1993)
- La donna del treno – miniserie TV (1999)
- Maria Josè, l'ultima regina – miniserie TV (2002)
- Le cinque giornate di Milano – miniserie TV (2004)

#### Documentari
- Togliatti è ritornato – cortometraggio (1948)
- Viaggio al sud (1949)
- Via Emilia Km 147 (1949)
- Nel Mezzogiorno qualcosa è cambiato (1950)
- Modena, città dell'Emilia Rossa – cortometraggio (1950)
- L'amore in città, episodio Amore che si paga (1953)
- La muraglia cinese (1958)
- L'Italia con Togliatti – cortometraggio (1964)
- L'addio a Enrico Berlinguer (1984)
- Roma imago urbis, episodi Capitolium e Flumen (1987)[14]
- 12 registi per 12 città, episodio Cagliari (1989)
- Roma dodici novembre 1994 – cortometraggio (1995)
- Luchino Visconti (1999)
- Roberto Rossellini: Frammenti e battute (2000)
- Napoli Napoli Napoli (2006)
- Luchino Visconti - La vita come un romanzo (2008)
- The Unionist (2010)
- Il mio Novecento (2010)

### Attore
- Il sole sorge ancora, regia di Aldo Vergano - Film (1946)
- Papa Giovanni - Ioannes XXIII, regia di Giorgio Capitani – miniserie TV (2002)

### Sceneggiatore
- Non c'è pace tra gli ulivi, regia di Giuseppe De Santis (1950)

## Riconoscimenti
- Premio Oscar
  - 1951 – Candidatura al miglior soggetto per Riso amaro (con Giuseppe De Santis)
- David di Donatello
  - 1968 – Miglior regista per Banditi a Milano
  - 1996 – Candidatura al miglior regista per Celluloide
  - 1996 – Miglior sceneggiatura per Celluloide
- Grolla d'oro
  - 1954 – Miglior regista per Cronache di poveri amanti

## Libri
- Il cinema italiano, Firenze, Parenti, 1953; 1954.
- Storia del cinema italiano. 1895-1961, Firenze, Parenti, 1961.
- Il cinema italiano. 1895-1979, 2 voll., Roma, Editori Riuniti, 1979.
- Il discorso delle immagini. Cinema e televisione: quale estetica?, Venezia, Marsilio, 1995. ISBN 88-317-6300-8.
- Attraverso il Novecento, Roma-Torino, Scuola nazionale di cinema-Lindau, 1998. ISBN 88-7180-190-3.
- Il mio lungo viaggio nel secolo breve, Torino, Einaudi, 2007. ISBN 88-06-18802-X.
- Riso amaro. Dalla scrittura alla regia, Roma, Bulzoni, 2009. ISBN 978-88-7870-393-3.
- Il giro del mondo in 35 mm. Un testimone del Novecento, Roma, Rai-Eri, 2012. ISBN 978-88-397-1566-1.
- Carlo Lizzani. Italia anno zero, Roma, Bordeaux Edizioni, 2013. ISBN 978-88-97236-29-0.
- Bianco e Nero, vol. 597 - Carlo Lizzani, rivista del Centro Sperimentale di Cinematografia, (Edizioni Sabinae, 2020)